# Carlo Prosperi
Carlo Prosperi (Firenze, 13 marzo 1921 – 15 giugno 1990) è stato un compositore e didatta italiano.

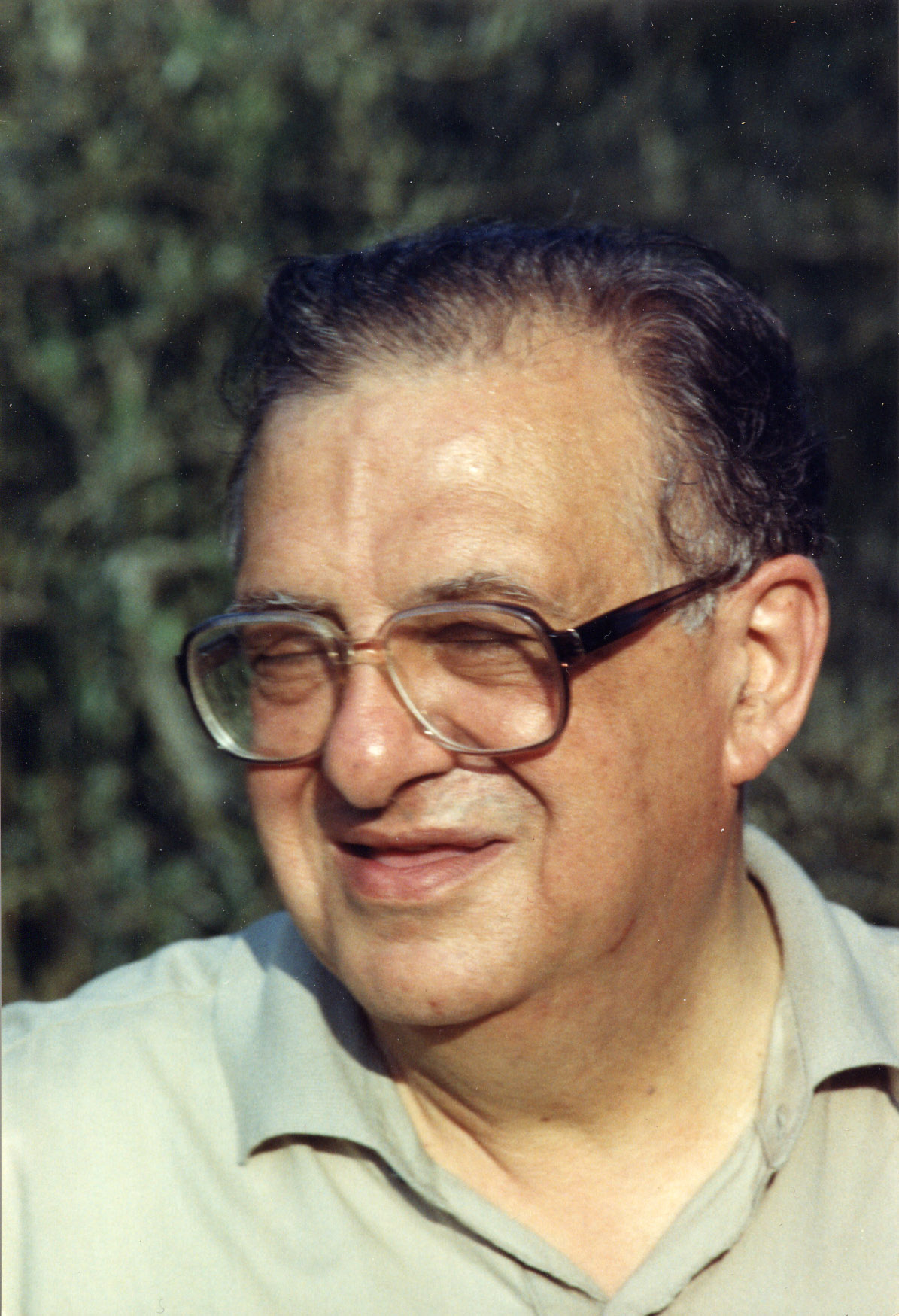
Carlo Prosperi nel 1990

Pur nell’adesione e nella recezione della dodecafonia, opera una riflessione teorica di distacco, eticamente tesa ad un libero lirismo evocativo e timbrico.
Inaugura un originale itinerario pluriseriale e policromatico volto al superamento dell’incomunicabilità tra musica e pubblico e al riappropriarsi della “missione sociale” della musica nella vita civile

## Biografia
Carlo Prosperi nasce a Firenze il 13 marzo 1921 da Maria Piani (1893 – 1966) e Alfredo Prosperi (1888 – 1980) e trascorre l’infanzia e la giovinezza a Firenze, dove risiede nel centro storico, in una famiglia non consueta agli studi musicali (a parte un nonno paterno cantore non professionista nella Chiesa del paese di San Giovanni Valdarno). Viene pertanto destinato a seguire le orme liceali dei fratelli Giorgio e Margherita e nel 1936 consegue il diploma di ammissione al Liceo Scientifico, ma ben presto riesce a convincere la famiglia ad iscriverlo al Regio Conservatorio di Musica, dove viene ammesso nella classe di Corno, in quanto l’unica disponibile.
Compie gli studi musicali al Conservatorio "Luigi Cherubini" di Firenze sotto la guida di Rodolfo Cicionesi (Armonia e contrappunto), Vito Frazzi (Composizione) e Luigi Dallapiccola (Fuga); incontrato nel 1935 nelle aule del Conservatorio, con Dallapiccola inizierà successivamente un intenso rapporto di stima, affetto ed amicizia che perdurerà ininterrotto durante tutta la loro vita.
Nel 1940 si diploma in corno con Pasqualino Rossi. Nel 1938-39 consegue il diploma di stenografo pratico, competenza che successivamente gli si rivelerà utile durante i mesi di guerra.
Le vicende belliche della Seconda guerra mondiale lo separano dalla musica e lo vedono soldato in Montenegro dal 1940 al 1943 con l’84º Reggimento di Fanteria e Divisione Generale del XIV Corpo d’Armata. Dopo l’8 settembre 1943 non torna in Montenegro e partecipa alle azioni partigiane, per le quali gli viene conferito, nel 1947, il Diploma di Patriota a firma del Generale Comandante Capo delle Armate Alleate in Italia N.R. Alexander. Nel 1950, l’Esercito della Repubblica Italiana gli conferisce la Croce al merito di guerra. L’esperienza della guerra sarà d’ispirazione per l’opera corale Noi Soldà.
Dal 1945 al 1946 è tirocinante nella scuola di corno di Pasqualino Rossi al Conservatorio “Luigi Cherubini” di Firenze e nel medesimo Conservatorio nel 1949 consegue il Diploma magistrale di Composizione con Vito Frazzi.
Nel 1949, nella chiesa dei SS. Apostoli di Firenze, sposa Maria Teresa Ulivi (Borgo San Lorenzo, Firenze, 24 giugno 1914 – Firenze 11 marzo 1997) sorella del letterato e scrittore Ferruccio Ulivi.
Al 1950 risale la sua iscrizione alla SIAE e sempre in questi anni, dà vita insieme ad Arrigo Benvenuti, Bruno Bartolozzi, Sylvano Bussotti, Alvaro Company, Reginald Smith Brindle, al movimento musicale noto come Schola fiorentina
Dal 1950 al 1958 lavora all’Ufficio programmi della RAI, prima a Torino, nel biennio1950-1951 poi negli anni 1952-1958 a Roma, come Assistente per la programmazione musicale del Terzo Programma dove si trasferisce con la moglie e dove, nel 1953, nasce la figlia Giuliana. Alla moglie Maria Teresa dedica le Cinque strofe dal greco, alla figlia Giuliana dedica il Concerto d’infanzia.
Nel 1957 non ottiene l’incarico di Armonia Complementare al Conservatorio di Santa Cecilia di Roma e da questo momento inizia il suo distacco dalla Capitale.
Negli anni 1958-1959 ottiene l’incarico di Armonia e Contrappunto al Conservatorio "Luigi Cherubini" di Firenze (allora sotto la guida di Antonio Veretti), dove sceglierà di insegnare, ritornando insieme alla famiglia, a Firenze nel 1963. Con il mancato incarico al Conservatorio di Santa Cecilia, Firenze è un ritorno ricercato e desiderato, dopo l’esperienza romana, stimolante per il bagaglio tecnico e di competenze, per l’apertura del mondo della Rai, che lascerà delle tracce successivamente nel suo repertorio, per gli incontri con illustri direttori di orchestra,  per gli incarichi di riprese radiofoniche e di messe in onda anche dei suoi stessi lavori, quale compositore italiano, ma che per l’intensità dell’impegno gli limitava il tempo da dedicare alla composizione.
È il ritorno non solo nei luoghi della formazione, ma anche la ripresa di un dialogo, in fondo mai interrotto, con l’attività musicale che amava operare e condividere, anche se l’aspettativa, non fu corrisposta appieno dall’ambiente fiorentino.
Inizia in questo periodo la frequentazione e l’amicizia con Luigi Dallapiccola che proseguirà fino alla morte del Maestro, alla cui memoria dedicherà il commovente Chant per violino.
Nel 1963 vince il concorso per la cattedra di Armonia Complementare, e ne diviene titolare al Conservatorio “G.B. Martini” di Bologna per gli anni 1964-1967, restando tuttavia comandato alla medesima cattedra nel Conservatorio di Firenze, dove verrà definitivamente trasferito nel 1968.
Nel 1969 è nominato Accademico dell'Accademia Nazionale "Luigi Cherubini" di Musica, Lettere ed Arte.
Nel 1973 vince il concorso per la cattedra di Composizione, Contrappunto e Fuga.
Dal 1973 al 1989, a Firenze, presta la sua attività di compositore insieme a quella di docente di Composizione nel Conservatorio “Luigi Cherubini”, formando una nutrita schiera di compositori e musicisti. “Parallelamente alla sua attività di compositore […] assolve […] alla funzione di didatta, cui si dedica come a una vera e propria missione. […] Prosperi dimostra vivo attaccamento civile anche alla qualità del livello dell’istruzione musicale e a possibili riforme della Pubblica Istruzione"
Con il poeta Carlo Betocchi stringe un rapporto di collaborazione e di amicizia che darà i suoi frutti in composizioni come Tre Canti di Betocchi, Noi Soldà, Canti dell’Ansia e della Gioia. “Betocchi e Prosperi erano legati da un’autentica amicizia, da simpatia reciproca e stima profonda, basate sulla capacità di immettere nell’arte un’onda di commozione autentica, una predisposizione d’animo disposta a partecipare ai sentimenti veri […] Stare nella vita con sentimenti accesi non significa, né per Prosperi né per Betocchi, lasciarsi andare, acquiescenza, al contrario la profonda partecipazione alle cose funge da stimolo alla disciplina, alla purificazione, che formalmente si esplica in una riduzione dei materiali, in una pulizia linguistica, diremmo in un’innocenza fresca e luminosa, pur assolutamente presente ai dolori della vita, a ciò che, nella sua Poetica, Aristotele chiama pathos”
Negli ambienti fiorentini, nell’intento perseguito dagli artisti del tempo, di una sinergia tra poetica, musica e pittura, Prosperi frequenta gli scultori Renato Margheri, Quinto Martini, Oscar Gallo e coltiva l’amicizia con lo scultore Michael Noble e con il pittore Silvio Loffredo, agevolato anche dalla frequentazione con il cognato Ferruccio Ulivi, e dall’apporto della moglie Maria Teresa, segretaria all’Accademia di Belle Arti di Firenze e appassionata di opere pittoriche. Nell’ambito musicale, tra i tanti amici ed estimatori, si ricordano l’oboista Lawrence Singer e il direttore d’orchestra Piero Bellugi, che resta il suo più appassionato interprete e direttore della prima esecuzione delle sue principali opere orchestrali. 
Nel 1976 diviene Presidente della Classe Musica dell'Accademia Nazionale "Luigi Cherubini" di Musica, Lettere ed Arte.
Nel 1980 riceve dal Ministero della Pubblica Istruzione la Medaglia di Benemerenza della Scuola, della Cultura e dell'Arte.
Muore a Firenze il 15 giugno 1990.
È sepolto nel Cimitero fiorentino di Trespiano, nel Tempio Crematorio, in prossimità, non solo ideale, con i suoi Maestri, Vito Frazzi e Luigi Dallapiccola.

## La musica
Compositore italiano fra i più eminenti del dopoguerra, Carlo Prosperi si inserisce, fin dai primi lavori, nella corrente dodecafonica, mediante una propria e personale ricerca che lo porta ad una visione diversa dalla concezione della serialità classica.
Adotta infatti una propria scelta di linguaggio atonale e pluriseriale, che, seppur disciplinato da un rigoroso controllo della costellazione dei dodici suoni offerti dal temperamento, non indugia nell’uniserialità della dodecafonia ortodossa né adotta i postulati sperimentali di alcune correnti dell’avanguardia. “Fra la musica cameristica ricordiamo In Nocte secunda, da molti giudicato un capolavoro del Novecento, Chant, per violino e pianoforte, scritto in memoria di Luigi Dallapiccola, Canti dell’Ansia e della Gioia, frutto del suo intenso rapporto con il poeta Carlo Betocchi […].
Fra le composizioni sinfoniche e corali, Cinque strofe dal Greco, da Salvatore Quasimodo, dedicate alla moglie, e Marezzo, da Eugenio Montale, il bellissimo Concerto d’Infanzia, per voce femminile e orchestra, dedicato alla figlia, Incanti, per soli diversi e orchestra, Tre Canti di Betocchi per coro e tre flauti, il Concerto dell’Arcobaleno, per pianoforte marimba e archi, e infine Noi Soldà, per soprano, voce recitante, coro maschile e orchestra, frutto della sua drammatica esperienza di guerra […] Del 1978 un balletto, ancor oggi ineseguito, Elogio della Follia da Erasmo da Rotterdam".
Con un originale itinerario artistico Prosperi approda ad una visione della musica come espressione e comunicazione lirica, poetica e timbrica che, mediante la ricerca evocativa di suoni e immagini, diventa modo di essere, di farsi mondo, in cui il sistema seriale si volge a stilema tecnico teso al respiro interiore, al libero sentire del soggetto, ai flussi della coscienza, all’approdo estetico che si fa etico nella coralità umana del canto.

## Archivio
Dopo un’organica catalogazione della figlia Giuliana con la collaborazione del marito Massimo Masi, di documenti, manoscritti, carteggi, partiture, biblioteca e corredo fotografico e grafico, tutto il materiale documentario musicale e letterario di Carlo Prosperi viene donato, come Fondo, al Gabinetto Vieusseux di Firenze.
Il 20 dicembre 2004 l’atto è stipulato dalla figlia Giuliana Prosperi con il Sindaco di Firenze Leonardo Domenici e la Direttrice del Gabinetto Vieusseux Gloria Manghetti.
Il Fondo Prosperi è conservato presso l’Archivio Contemporaneo “Sandro Bonsanti” nel Palazzo Corsini Suarez di Firenze.

## Opere
Numerosa è la produzione musicale di Carlo Prosperi, che comprende musica da camera, sinfonica e corale, eseguita presso enti teatrali e radiotelevisivi italiani e stranieri.
Lavori giovanili
- Esercizi didattici (1940-1949) (inedito)
- Preludio sullo stile di Bach (1940) per pianoforte (inedito)
- Ricordi (1940) per pianoforte (inedito)
- Per la morte di Mery (1940) per pianoforte (inedito)
- Invenzione a due voci (1942) per pianoforte (inedito)
- Montenegro: le montagne (1942) per pianoforte (inedito)
- Studio (1942) per pianoforte (inedito)
- La fanciulla e il cavaliere (1943) per pianoforte (inedito)
- Giorno dei morti (1944) per pianoforte (inedito)

Lavori per orchestra (con o senza solista)
- Frammento per orchestra (1948), inedito

- Cinque strofe dal greco (1950) per soprano e orchestra da camera, dalle traduzioni di Salvatore Quasimodo dei Lirici Greci. Edizioni Suvini Zerboni. Dello stesso anno è una versione per canto e pianoforte.
- Variazioni (1951) per orchestra. Edizioni Suvini Zerboni
- Toccata e fanfara (1955) per archi, trombe e percussione. Edizioni Suvini Zerboni
- Concerto d’infanzia (1957) per orchestra con voce femminile. Edizioni Berben
- Marezzo (1960) per voce recitante, coro misto e strumenti, da una poesia di Ossi di Seppia di Eugenio Montale. Edizioni Suvini Zerboni
- Rondò - Ragtime (1961) per orchestra. Edizioni Suvini Zerboni
- Incanti (1963) per soli, diversi ed orchestra, con un testo di Paul Valéry. Edizioni Suvini Zerboni
- Noi Soldà, una memoria (1966) per soprano, voce recitante,     coro maschile ed orchestra, su testi di Carlo Betocchi e Giulio Bedeschi. Edizioni Suvini Zerboni
- Concerto dell’Arcobaleno (1972) per pianoforte, marimba ed archi. Edizioni Suvini Zerboni
- Toccata (1975) per archi (da Toccata e Fanfara). Edizioni Suvini Zerboni
- Divagamento  per orchestra (1986), suite dal balletto Elogio della Follia. Edizioni Suvini Zerboni

Opere per il teatro e balletti
- Spazi d’attesa, balletto in un atto (1976), da In nocte secunda (1968), per chitarra, clavicembalo e sei violini (Edizioni Ricordi)

- Elogio della follia (1978), balletto in due atti, su testi di Erasmo da Rotterdam e da altre scritture. Edizioni Suvini Zerboni

Musica da camera / corale
- Introduzione, Caccia e Ripresa (1944) per tre corni (oppure tre trombe). Edizioni Suvini Zerboni

- Tre frammenti di Saffo (1944) per canto e pianoforte,     dalle traduzioni di Salvatore Quasimodo dei Lirici Greci ). Edizioni Suvini Zerboni
- Quattro invenzioni (1952-1953) per clarinetto,     violino, viola ed arpa ). Edizioni Suvini Zerboni
- In nocte (1964) per violino e chitarra ). Edizioni Suvini Zerboni
- In nocte secunda (1968) per chitarra, clavicembalo e sei violini. Edizioni Ricordi
- Tre canti di Betocchi (1969) per coro misto e tre flauti. Edizioni  Ricordi
- Preghiera dell’Alpino Ignoto (1971) per coro maschile, su testo di Giulio Bedeschi (inedita)
- Chant (1975) per violino e pianoforte ). Edizioni Suvini Zerboni
- Melody for Mavi and Michael (1975) per violino ed harmonium. Edizioni Suvini Zerboni
- Segnali (1977) per corno e pianoforte. Edizioni Suvini Zerboni
- Pastorale (1979), per violino e violoncello. Edizioni Suvini Zerboni
- Canti dell’ansia e della gioia, I e II serie (1980-1982), per soprano, tenore e nove esecutori, su testi di Carlo Betocchi. Edizioni Suvini Zerboni. Versione per canto e pianoforte (1987)
- Introduzione all’ Elogio (1980) (dal balletto Elogio della Follia), per coro. Edizioni Suvini Zerboni
- O Diotima (1981), per soprano, violino,     viola e arpa, su testi di Friedrich Hölderlin. Edizioni Suvini Zerboni
- Cinque Contrapuncti (1982) per tre chitarre, tratti da     L’Arte della Fuga di J. S. Bach. Edizioni Suvini Zerboni
- Tre frammenti di Saffo (1983), revisione per voce femminile e chitarra. Edizioni Suvini Zerboni
- Intervalli concertanti (1986) per violoncello e pianoforte. Edizioni Ceccherini
- Quartetto per archi (1989-1990), incompiuto. Edizioni Bèrben
- Tre poesie dal Canzoniere di Petrarca (1990) per soprano e viola. Edizioni Suvini Zerboni

Lavori per strumenti solisti
- Sonatina Profana (1943) per pianoforte. Edizioni Suvini Zerboni

- Intervalli (1953) per pianoforte. Edizioni Suvini Zerboni
- Filigrane (1958) per flauto solo. Edizioni Suvini Zerboni
- White Jazz (1959) per violino. Edizioni Suvini Zerboni
- Stellae inerrantes (1970) per tre chitarre. Edizioni Ricordi
- Costellazioni (1971) per clavicembalo. Edizioni Ricordi
- Fantasia (1973) per pianoforte. Edizioni Suvini Zerboni
- Tityrus (1973) per quattro flauti dolci,     un esecutore Edizioni Suvini Zerboni
- Canto dell’arpeggione (1974) per chitarra Edizioni Suvini Zerboni
- Recitativo e pastorale (1986) per organo. Edizioni Suvini Zerboni

Teoria e didattica
- Dodecafonia e atonalità: due effetti di una stessa causa. Conferenza tenuta presso la Società “Leonardo da Vinci” di Firenze il 28 febbraio 1956, poi in Il Giornale del Mattino, 13 marzo 1956

- L’atonalità nella musica contemporanea, Caltanissetta-Roma, Ed. Salvatore Sciascia, 1957
- Emendamenti al programma di composizione. Relazione al Convegno “Una nuova didattica per le discipline musicali”,     Conservatorio di Santa Cecilia, Roma, 26-28 ottobre 1970
- Appunti di Armonia, prima e seconda parte, dattiloscritto con esempi a stampa, Firenze 1970-1985
- Incontro fra poesia e musica. Seminario di Carlo Betocchi e Carlo Prosperi per il Musicus Concentus, Firenze, Chiesa del Carmine, Sala Vanni, 30 aprile 1974 (manoscritto inedito)
- Linguaggio musicale: forma della sonata e della fuga. Seminario di Carlo Prosperi per il Musicus Concentus, Firenze, Chiesa del Carmine, Sala Vanni, 23 ottobre 1974 (manoscritto inedito)
- Nuovi suoni per la musica, manoscritto inedito, 1985